# Raul Hilberg

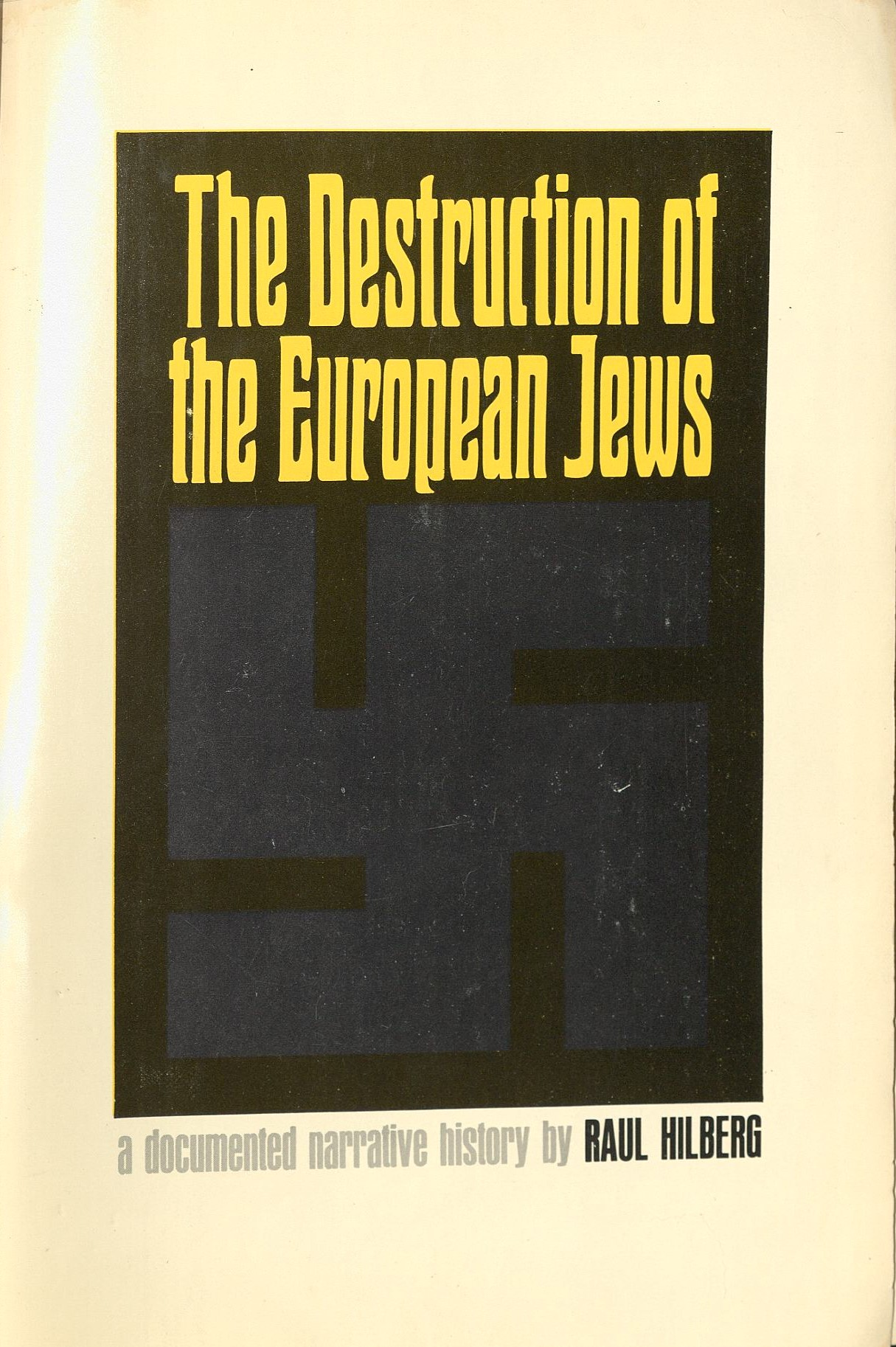
Portada de l'obra "The Destruction of the European Jews", editat el 1961.

Raul Hilberg (Viena, 2 de juny de 1926 - Williston, Vermont, 4 d'agost de 2007) és un historiador austríac, nacionalitzat estatunidenc, famós pels seus estudis sobre l'Holocaust.

## Biografia
Nascut a Viena, en el si d'una família de classe mitjana jueva d'origen polonès - romanès. El 1938, el seu pare va ser arrestat per la persecució nazi, però va ser alliberat per ser veterà de guerra de la Primera Guerra Mundial, i es va permetre a la família emigrar prèvia confiscació de totes les seves propietats. L'1 d'abril de 1939, un any després de l'Anschluss, Raul Hilberg al costat de la seva família va haver de fugir d'Àustria, amb 13 anys, cap a França, des d'on es va embarcar a Cuba. Després d'una curta estada a l'illa, van viatjar a Nova York, on el futur historiador es va educar.
Va interrompre els seus estudis de química a la universitat per a lluitar en la II Guerra Mundial (1944). La seva divisió va participar en l'alliberament del camp de concentració de Dachau i després va participar en la recopilació de documents per al futur judicis de Nuremberg contra els crims de guerra. Va ser destinat a Múnic, on va trobar part de la biblioteca de Hitler, la qual cosa va despertar el seu interès per la història. Més tard participaria en un projecte per organitzar la microfilmació dels documents alemanys requisats, arxiu que es va convertir en la Fundació per a la Investigació de l'Holocaust.
Va abandonar la química i es va passar a la carrera de Ciències Polítiques en la Universitat de Brooklyn, així com a la carrera de dret en la Universitat de Colúmbia, on es va doctorar el 1950, i va concloure la seva tesi sobre l'Holocaust el 1955. El 1956 va obtenir un lloc de professor de Relacions Internacionals en la Universitat de Vermont (Burlington), on va romandre fins al seu retir. El 1952 es va fer membre del War Documentation Project i del United States Holocaust Memorial Council, i va atestar en diversos processos judicials contra nazis. Aquest lloc li va donar accés als arxius del Tercer Reich confiscats per l'exèrcit americà.
El 1955 va sostenir la seva tesi sobre l'Holocaust, dirigida per Franz Leopold Neumann, però va tenir grans dificultats per fer-la publicar. A finals dels anys 50, el genocidi suscitava poc interès. Però l'arrest d'Adolf Eichmann el 1960 i l'obertura del seu procés va reobrir l'atenció i va poder publicar-la amb el títol The destruction of the European Jews (La destrucció dels jueus europeus, 1961, segona edició en tres toms el 1985), un estudi que sobrepassava les mil pàgines i que va ampliar en successives edicions, i on estudiava minuciosament la maquinària burocràtica de l'extermini de més de sis milions de jueus per part dels nacionalsocialistes alemanys: comptables, guàrdies, enginyers i altres treballadors anònims la cooperació dels quals va fer possible l'extermini.
Malgrat la seva extraordinària documentació, que assentava les bases de l'estudi científic de la Shoah, i malgrat el suport d'Hannah Arendt, Hugh Trevor-Roper i desenes d'historiadors de prestigi, l'obra va ser molt criticada en alguns aspectes, com la seva asserció que no hi hagués hagut una resistència jueva important per part dels jueus contra el partit nazi i ni tan sols contra l'Holocaust, o per la seva reducció del nombre de morts de sis milions a cinc milions cent mil. L'autor va dedicar la seva vida a desfer pacientment les fal·làcies del revisionisme històric i el negacionisme sobre el genocidi jueu, no només amb els seus escrits i conferències, sinó atestant contra nazis o, per exemple, contra el negacionista alemany Ernst Zündel. Es va pronunciar a més contra el genocidi de Ruanda i va escriure una autobiografia.
Es va jubilar el 1991 i va morir als 81 anys víctima d'un càncer de pulmó, no sense rebre l'any anterior la Creu de l'Orde al Mèrit dels Cavallers, la més alta condecoració que concedeix Alemanya a ciutadans no alemanys.
Algunes de les seves últimes obres van ser traduïdes amb el títol d'Executors, víctimes, testimonis (1994), La política de la memòria (1996) i Holocaust: les fonts de la història (2001).

## Obra
- Hilberg, Raul. The destruction of the European Jews (Yale Univ. Press, 2003, c1961).
- Hilberg, Raul. The Holocaust today (Syracuse Univ. Press, 1988).
- Hilberg, Raul. Sources of Holocaust research: An analysis (I.R. Dee, Chicago, 2001).
- Hilberg, Raul. The politics of memory: The journey of a Holocaust historian (Ivan R. Dee, Chicago, 1996).
- Hilberg, Raul. Perpetrators Victims Bystanders: The Jewish catastrophe, 1933-1945 (Aaron Asher Books, NY, 1992).
- Hilberg, Raul. "The Fate of the Jews in the Cities." Reprinted in Betty Rogers Rubenstein (ed.), et al. What kind of God?: Essays in honor of Richard L. Rubenstein (University Press of America, 1995).
- Hilberg, Raul. "The destruction of the European Jews: precedents." Printed in Bartov, Omer. Holocaust: Origins, implementation, aftermath (Routledge, London, 2000).
- Hilberg, Raul (ed.). Documents of destruction: Germany and Jewry, 1933-1945 (Quadrangle Books, Chicago, 1971).
- Hilberg, Raul (ed.), et al. The Warsaw diary of Adam Czerniakow: Prelude to Doom (Stein and Day, NY, 1979).